# نانسي تشايليان
نانسي كريكور تشايليان (من مواليد 28 مايو 1991) هي لاعبة كرة قدم وكرة الصالات تلعب كلاعب خط وسط مهاجم لنادي نجوم الرياضة اللبناني والمنتخب اللبناني.

## حياتها المهنية
في 27 أغسطس 2019، انضمت تشايليان إلى نادي نجوم الرياضة. ساعدت فريقها على إنهاء بطولة الأندية لعام 2019 في اتحاد غرب آسيا لكرة القدم كأفضل لاعبة في البطولة. في 21 يناير 2020، انضمت تشايليان إلى نادي العربي الكويتي لكرة الصالات.

## إنجازات
نادي نجوم الرياضة
- دوري كرة القدم النسائي اللبناني: 2018-19، 2019-20
- - المركز الثاني في بطولة الأندية WAFF للسيدات: 2019

إنجازات فردية
- أفضل لاعبة في بطولة الأندية WAFF للسيدات: 2019

## روابط خارجية
- نانسي تشايليان على موقع أف آي لبنان (FA Lebanon)
- نانسي تشايليان  على سكروي